# باتريك تيمسيت
باتريك تيمسيت (بالفرنسية: Patrick Timsit) هو كاتب سيناريو ومقدم برامج إذاعية ومخرج وممثل فرنسي، ولد في 15 يوليو 1959 بالجزائر في الجزائر.

## أعمال

### أفلام
- (2006) أزور وأسمر[4]
- (2017) داليدا[5]

## وصلات خارجية
- باتريك تيمسيت على موقع IMDb (الإنجليزية)
- باتريك تيمسيت على موقع ألو سيني (الفرنسية)
- باتريك تيمسيت على موقع ميوزك برينز (الإنجليزية)
- باتريك تيمسيت على موقع أول موفي (الإنجليزية)
- باتريك تيمسيت على موقع قاعدة بيانات الأفلام السويدية (السويدية)
- باتريك تيمسيت على موقع إن إن دي بي (الإنجليزية)
- باتريك تيمسيت على موقع ديسكوغز (الإنجليزية)
- باتريك تيمسيت على موقع قاعدة بيانات الفيلم (الإنجليزية)
- باتريك تيمسيت على موقع كينوبويسك (الروسية)